# Рудник Курумбукарі
Рудник Курумбукарі — гірничодобувний майданчик у Меланезії, в державі Папуа Нова Гвінея, що є складовою частиною проекту Раму (також включає пульпопровід та гідрометалургійний завод).
Нікель-кобальтове родовище Курумбукарі знаходиться на сході острова Нова Гвінея, за сім десятків кілометрів на південний захід від Мадангу. Розробка почалась в 2012-му, а на 2015-й припав вихід проекту на проектну потужність, яку визначили на рівні 31 тисяч тонн нікелю та 3 тисяч тонн кобальту на рік. Фактичний показник міг бути навіть вище, так, в 2018-му отримали 35 (за іншими даними – навіть 41) тисяч тонн нікелю, а в 2022-му – 34 тисячі тонн.
Видобуток ведуть відкритим способом зі створенням кар’єру. Збагачувальна фабрика здійснює промивку руди та вилучення з неї хромітів, після чого отриманий концентрат транспортують по пульпопроводу Курумбукарі – Басамук.
Проектну потужність рудника визначили на рівні 3,4 млн тонн руди на рік з первісним плановим періодом розробки у 20 років. Втім, висловлюють сподівання подовжити цей термін більш ніж удвічі, оскільки загальні початкові запаси та ресурси родовища оцінюються у понад 200 млн тонн.
Копальня має власну електростанцію з дизель-генераторами фінської компанії Wartsila загальною потужністю 30 МВт.
Розробку родовища провадить MCC Ramu NiCo Limited, учасниками якої є MCC-JJJ Mining (консорціум кількох китайських металургійних компаній – China Metallurgical Group Corporation, Jinchuan Group, Jilin Jien Nickel Industry та Jiuquan Iron & Steel), канадська Nickel 28 Capital Corp (8,56%, викупила цю частку в Highlands Pacific, яка в 2000-му вперше отримала гірничий відвід за проектом), уряд Папуа Нової Гвінеї (3,94%) та місцеві землевласники (2,5%). В середині 2020-х очікувалось на збільшення частки Nickel 28 Capital Corp до 11,3%, тоді як уряд та замлевласники повинні були збільшити своє володіння до 8,7% (в сукупності).